# André Clot
André Clot (Grenoble, 1909. november 9. – Seyssinet-Pariset, 2002) francia történész, esszéíró. Clot sok évet töltött Törökországban és a Közel-Kelet számos országában, az Iszlám vallás szakértője volt. Iszlám országok kultúrájáról és történelméről jelentetett meg könyveket.

## Művei
- L’Espagne musulmane. VIIIe–XVe siècle. Perrin, Paris 1999, ISBN 2-262-01425-6
- L'Egypte des Mamelouks: L'empire des esclaves 1250-1517, Perrin, 1999, ISBN 2-262-01030-7
- Les Grands Moghols: Splendeur Et Chute, 1526-1707 . Plon, 1993, ISBN 2-259-02698-2
- Mehmed II, le conquérant de Byzance (1432-1481). Perrin, 1990, ISBN 2-262-00719-5
- Haroun al-Rachid et le temps des "Mille et une nuits". Fayard, Paris 1986, ISBN 2-213-01810-3
- Soliman Le Magnifique, Fayard, Paris, 1983, 469 p. ISBN 978-2213012605